# Партизан (баскетбольний клуб)
У Вікіпедії є статті про інші спортивні клуби з назвою Партизан (значення)
«Партизан» — сербський баскетбольний клуб з міста Белград, створений у 1945 році, одна з головних частин Спортивного товариства «Партизан».

## Титули

### Національні змагання
- Сербська ліга
  -  Чемпіон (8): 2007, 2008, 2009, 2010, 2011, 2012, 2013, 2014
- Кубок Сербії
  -  Володар (10): 1994, 1995, 1999, 2000, 2002, 2008, 2009, 2010, 2011, 2012

### Колишні національні змагання
- Югославська ліга (СФР Югославія)
  -  Чемпіон (5): 1976, 1979, 1981, 1987, 1992
- Югославська ліга (ФР Югославія)
  -  Чемпіон (8): 1995, 1996, 1997, 2002, 2003, 2004, 2005, 2006
- Кубок Югославії
  -  Володар (3): 1979, 1989, 1992

### Європейські змагання
- Євроліга
  -  Володар (1): 1992
- Кубок Корача
  -  Володар (3): 1978, 1979, 1989

### Регіональні змагання
- Ліга Адріатики
  -  Володар (6): 2007, 2008, 2009, 2010, 2011, 2013